# Dawn Fraser
Dawn Lorraine Fraser (Balmain, Új-Dél-Wales, 1937. szeptember 4. –) ausztrál úszónő, az évszázad úszónője.
Fraser olimpiai bajnok volt a 100 méteres gyorsúszásban 1956-ban, 1960-ban és 1964-ben, 1956-ban a 4×100 m vegyesváltóban is.  Huszonhétszer volt világcsúcstartó, 1962-ben a világon először úszott egy percen belül 100 m gyorson a nők között.
1964-ben tíz évre eltiltották, mert a tokiói győzelme utáni éjjelen örömében átúszta a császári palota csatornáját, aztán állítólag ellopott egy japán zászlót.
Ezután edzőként dolgozott Sydneyben.
1999-ben az évszázad legjobb női úszójává választották. Ausztráliában díjat alapítottak tiszteletére, amellyel az év legjobb egyéni sportolóját jutalmazzák.